# Mac Dre
Андре Луис Хикс (англ. Andre Louis Hicks; 5 июля 1970, Окленд, Калифорния — 1 ноября 2004, Канзас-Сити, Миссури), более известный под псевдонимом Mac Dre (рус. Мак Дре) — американский рэпер из Вальехо, Калифорния. Mac Dre был важнейшей фигурой для хайфи, культуры, а также музыкального стиля из хип-хоп сцене Области залива Сан-Франциско, возникшего в начале 2000-х годов. Хикс считается также одной из ключевых личностей в этом движении и стиле в музыке, способствовавшей его продвижению в мейнстрим. Для этого он выпускал песни с быстрыми рифмами и бассовыми партиями, делая их подходящими для ночных клубов. Кроме того, он придумал новый стиль танцев thizzelle dance, известный движениями, символизирующими что-либо. Будучи основателем независимого лейбла Thizz Entertainment, Хикс записал множество альбомов и дал начинающим рэперам выпускать свои альбомы на местном уровне.
1 ноября 2004 года Хикс был убит неизвестным нападавшим после своего выступления в Канзас-Сити, Миссури. Дело об убийстве Mac Dre до сих пор остаётся нераскрытым.

## Ранние годы и карьера
Андре Луис Хикс родился 5 июля 1970 года в Окленде, Калифорния. Его родители — Аллен Хикс и Ванда Сальватто. Позже семья Андре переехала в северную часть Вальехо, а именно в район Country Club Crest, известному местным как просто Crest или Crestside. В 1989 году во время обучения в средней школе Хоган в Вальехо Хикс произвёл фурор в местной хип-хоп сцене, выпустив записанный на кассету сингл «Too Hard for the F---in' Radio». В 2013 году новостная организация NPR охарактеризовала звучание песни как «быстрое и уверенное», также подметив, что «оно построено на бодрых басах, уходящих корнями в эпоху фанка.» После вопроса о своём детстве Андре заявил: «Большинство ситуаций складывалось к лучшему, Я проходил через небольшие испытания и через д*рьмо, через которое также проходил.»[нужен лучший источник] Хикс изначально планировал выпускать песни под сценическим псевдонимом MC Dre в 1984 году, но посчитав, что он звучит слишком в духе хип-хопа Восточного побережья, изменил его на Mac Dre в следующем году.[нужен лучший источник] Хикс записал свои первые три мини-альбома под псевдонимом Mac Dre в период с 1988 по 1992 год.

## Признание виновным
В начале 90-х годов в городе Вальехо начался всплеск ограблений банков. Полиция Вальехо начала сосредоточивать внимание на районе Crest как на месте проживания людей, совершающих эти преступления. В своей музыке Хикс в негативном ключе рассказывал о предпринимаемых действиях полиции, в том числе и об их агрессивном наблюдении за жителями. Хикс утверждал, что читал рэп в попытках «разбудить соседей [для того, чтобы они обратили внимания на действия полиции].» Поскольку популярность гангста-рэпа постоянно росла, сотрудники правоохранительных органов начали изучать тексты местных рэперов, чтобы использовать их в качестве доказательств в уголовных делах.
26 марта 1992 года друзья Андре пригласили его в путешествие во Фресно, когда ем был 21 год. Андре выступал в этом городе за две недели до этого и решил согласиться отправиться в поездку, чтобы снова там навестить знакомую им девушку. На обратном пути в Вальехо машину отслеживали ФБР, власти Фресно и полиция Вальехо. Полиция сообщила, что пока Хикс был в мотеле, его друзья якобы собирались ограбить банк, находясь рядом с ним, но передумали, увидев фургон местных новостей Fresno TV News на парковке у банка. На допросе у полиции Хикс заявил, что не выходил из отеля на улицу, и поэтому он ничего не знает. Полиция вскоре обвинила его в сговоре с целью совершения ограбления, хотя никакого грабежа совершено не было, а Хикса не было рядом ни с друзьями, ни с местонахождением банка. Андре был приговорён к пяти годам лишения свободы в федеральной тюрьме после того, как отказался от предложения признать вину в заговоре. Позже этот процесс был включён в топ 30 крупнейших уголовных процессов в истории рэпа по версии журнала Complex. На момент обвинения Хикс владел лейблом звукозаписи Romp Productions. 2 августа 1996 года Хикс был освобождён из-под заключения на год раньше за хорошее поведение, отсидев четыре года. Именно во время своего пребывания в тюрьме Хикс «лучше оценил свободу, жизнь и веселье.»

## Карьера после тюрьмы
После освобождения из тюрьмы Ломпок Mac Dre и его давний знакомый Da'Unda'Dogg (Трой Рэддик) записали вместе треки, чтобы представить их крупным лейблам. Одна из песен была отправлена другому представителю сцены Области залива Сан-Франциско Too $hort для готовящейся к выходу компиляции Nationwide: Independence Day, но она не была выбрана для дальнейшего включения в неё.
В 1998 году Mac Dre переехал в район Арден-Аркейд в Сакраменто, пытаясь дистанцироваться от правоохранительных органов в Вальехо. Там он основал независимый лейбл, которым в настоящее время управляет его мать Ванда Сальватто. В начале 2000-х годов Mac Dre стал оказывать значительное влияние на появившееся в то время хайфи движение и соответствующее звучание в жанре.
Рэпер и продюсер из Атланты Lil Jon с разрешения Сальватто включил записанный Mac Dre при жизни вокал для своего сингла «Ain’t No Tellin» 2019 года.

## Смерть
После того, как Mac Dre и другие подписанты Thizz Entertainment выступили на шоу в Канзас-Сити, Миссури 31 октября 2004 года, неизвестный вооружённый преступник выстрелил в фургон группы, когда тот ехал по шоссе 71 США ранним утром 1 ноября. Водитель фургона разбился и позвонил в 911, но Хикс был объявлен мёртвым на месте происшествия от пулевого ранения в шею. Местный рэпер Энтони «Fat Tone» Уоткинс предполагался как ответственный за убийство, но никаких доказательств так и не появилось, и Уоткинс был застрелен в следующем году.
Похороны Хикса состоялись 9 ноября 2004 года в баптистской церкви на горе Кэлвери. Его тело выставили на всеобщее обозрение в открытом гробу, а затем похоронили на кладбище Маунтин-Вью в Окленде.

## Дискография

### Студийные альбомы
- Young Black Brotha (1993)
- Stupid Doo Doo Dumb (1998)
- Rapper Gone Bad (1999)
- Heart of a Gangsta, Mind of a Hustla, Tongue of a Pimp (2000)
- Mac Dre's the Name (2001)
- It's Not What You Say... It's How You Say It (2001)
- Thizzelle Washington (2002)
- Al Boo Boo (2003)
- Ronald Dregan: Dreganomics (2004)
- The Genie of the Lamp (2004)
- The Game Is Thick, Vol. 2 (2004)

### Посмертные студийные альбомы
- Judge Dre Mathis (2005)
- Pill Clinton (2007)
- Dre Day: July 5th 1970 (2008)

### Совместные альбомы
- Supa Sig Tapes совместно с Little Bruce (1990)
- Turf Buccaneers в составе Cutthoat Committee (2001)
- Money iz Motive в составе Cutthoat Committee (2005)
- Da U.S. Open совместно с Mac Mall (2005)
- A Tale of Two Andres совместно с Andre Nickatina (2008)